# Manius Acilius Faustinus
Manius Acilius Faustinus (fl. 210) est un homme politique de l'Empire romain.

## Biographie
Fils de Manius Acilius Glabrio.
Il est consul en 210.
Il se marie avec Gabinia, fille de Gaius Gabinius Barbarus Pompeianus, et ont pour fils Marcus Acilius Glabrio.